# Antonio Luis Martínez
Pour les articles homonymes, voir Martínez.
Antonio Luis Martínez, né le 20 juin 1926, est un ancien joueur philippin de basket-ball.

## Palmarès
- Vainqueur des Jeux asiatiques de 1951